# 392070 Siurell
392070 Siurell este o planetă minoră (asteroid) din centura de asteroizi. A fost descoperită pe 14 februarie 2009 la Observatorio Astronómico de La Sagra⁠(d) de Observatorul Astronomic din Mallorca⁠(d). 
Obiectul prezintă o orbită caracterizată de o semiaxă mare de 2,6410533793278 UAi, o excentricitate de 0,067364707608442, o înclinație de 3,2784075670806 ° în raport cu ecliptica.